# Kunstwimpers

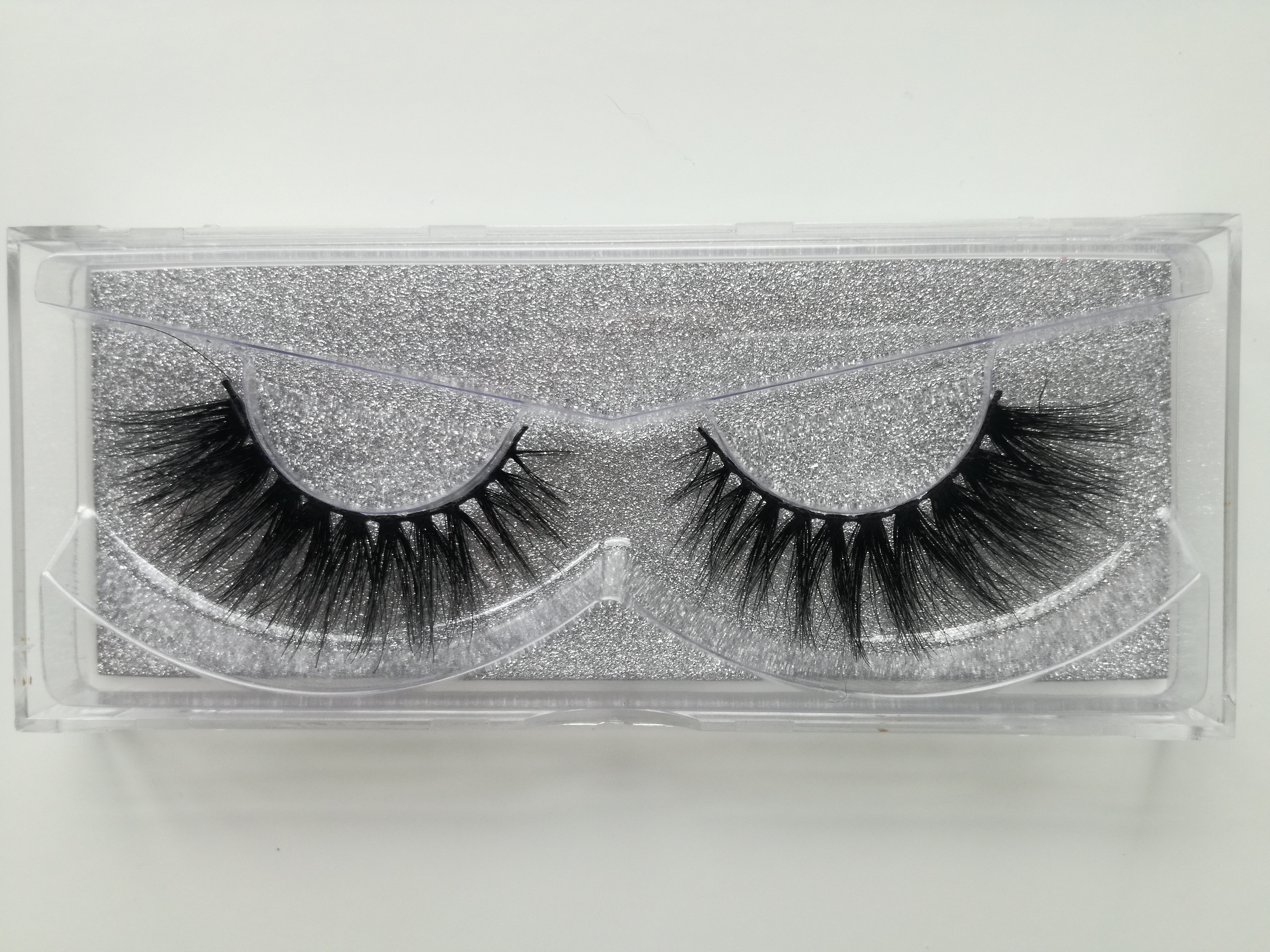
Een nieuwe set nog niet gebruikte kunstwimpers

Kunstwimpers, ook bekend als nepwimpers en valse wimpers, zijn kleine haarwerkjes die op het ooglid bij de wimpers worden geplaatst en daardoor de indruk geven van vollere en langere wimpers.

## Geschiedenis
De eerste vermeldingen van kunstwimpers stammen uit de 19e eeuw. Op het toneel werd gebruik gemaakt van strips waarop haar werd vastgemaakt. Deze werden aan de oogleden gelijmd. Voor het dagelijks leven was deze methode waarschijnlijk te grof en opvallend en men zocht daarom verder naar betere methodes.  In 1882 werd een vermelding gemaakt van een operatie waarbij met een dunne naald garen door de huid van het oog werd getrokken. In 1899 werd beweerd dat hoofdhaar getransplanteerd kon worden op het ooglid en daarbij lange kunstwimpers zou vormen. Gezien de stand van de medische geneeskunde ligt het voor de hand dat beide verhalen een broodjeaapverhaal waren. Plastische chirurgie stond nog in de kinderschoenen - pas in de tweede helft van de 19e eeuw werden hygiënische standaarden ingevoerd en werd verdoving gebruikelijk - en zou pas in de Eerste Wereldoorlog een enorme verbetering doormaken door de gueules cassées.

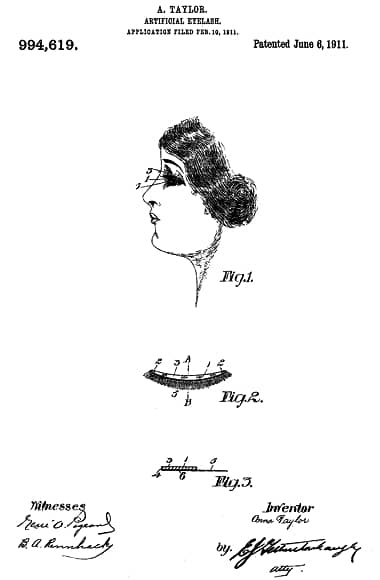
Onderdeel van het patent van Anna Taylor

In 1902 werd het gebruik van kunstwimpers voor het eerst  in een patent vastgelegd. De Duitse Karl Nessler, tevens de uitvinder van de permanent, ontving in het Verenigd Koninkrijk een patent voor een subtielere haarstrip, lijkend op de grovere varianten die op het toneel werden gebruikt aan het einde van de  19e eeuw.  Nessler gebruikte isinglass om een strip te vormen en menselijk haar aan te binden. Vanaf 1903 verkocht Nessler ze per twee in een doosje. Rond 1915 had hij een haarsalon waar hij ook wimpers zette. In Amerika verwierf de Canadese uitvindster Anna Taylor in 1911 een patent. Zij had een kunstwimper bedacht bestaande uit een bij voorkeur transparante wimperhouder die op de huid van het ooglid werd geplakt. Op de wimperhouder werd door middel van was haar bevestigd.
In 1916 wilde de Amerikaanse regisseur D.W. Griffith dat een vrouwelijke actrice Seena Owen in zijn film Intolerance onnatuurlijk lange en opvallende wimpers had. Hij vroeg de ontwerper van haarstukken om hiervoor te zorgen. De ontwerper was niet bekend met de patenten van Nessler en Taylor en gebruikte spirit gum, een lijm om haarstukken vast te zetten, en plakte hierop menselijk haar rond de ogen. Dit veroorzaakte grote irritatie, daar spirit gum niet bedoeld is voor gebruik rond de ogen. Na het gebruik van de lijm kwam Owen terug op de set met ogen die zo dik waren dat ze ze bijna niet kon openen. Een collega van haar zou opmerken dat 'mijnheer Griffith gelukkig de belangrijke scenes al geschoten had'. Toch zou de film het startschot zijn voor de opkomst van kunstwimpers. Midden jaren 1920 gebruikten vrijwel alle actrices de wimpers en de flappers begonnen in deze periode, in navolging van de sterren op het doek, ook kunstwimpers te dragen.

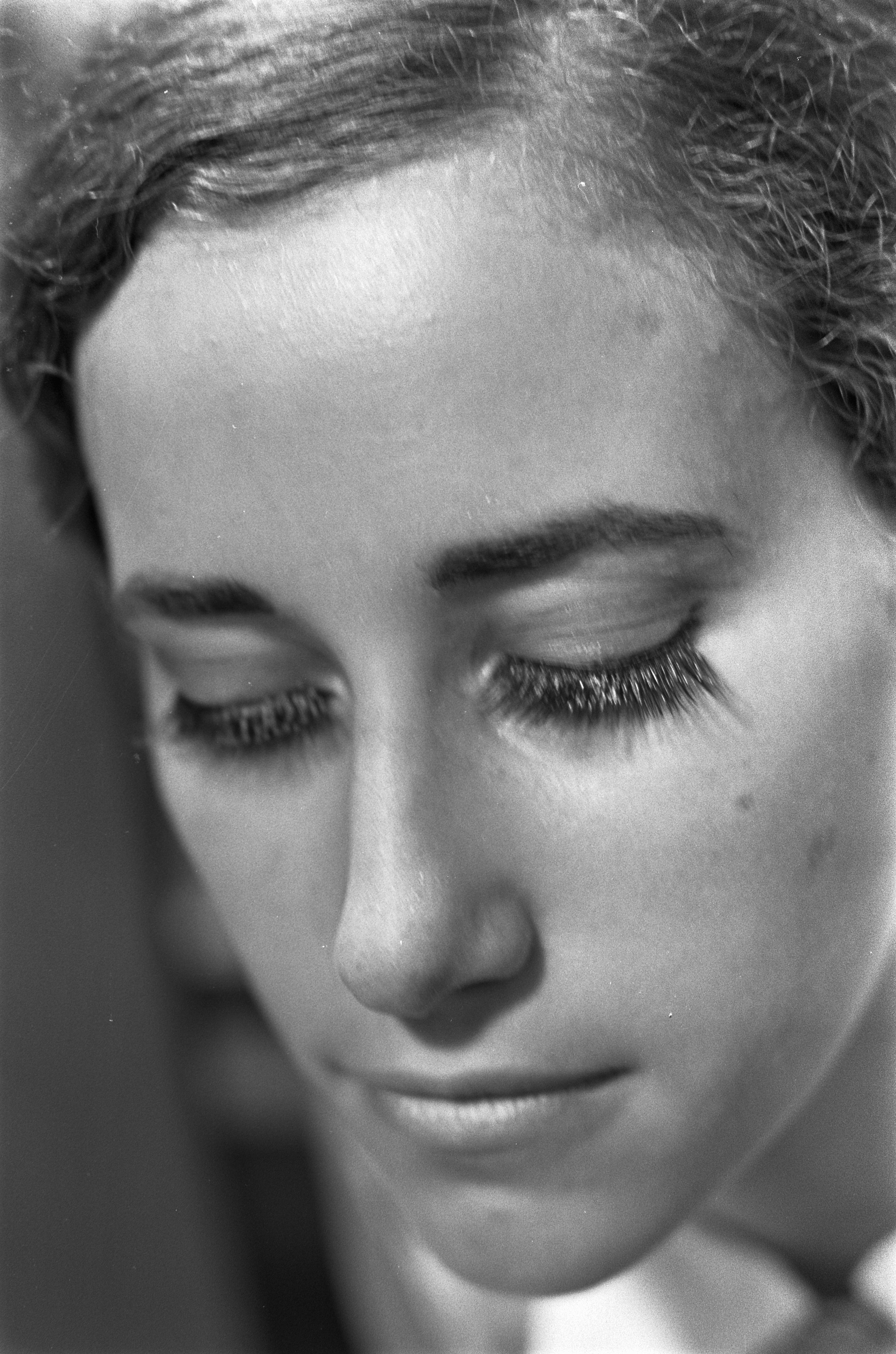
Een set kunstwimpers uit 1968

In de jaren 1960 piekte de populariteit van kunstwimpers opnieuw, onder invloed van sterren als Elizabeth Taylor (en dan met name in de film Cleopatra (1963) waar ze zware make-up op haar ogen droeg) en Twiggy. In 1968 werden in Amerika meer dan 20 miljoen paar nepwimpers verkocht. Het overgrote deel van deze wimpers werd gemaakt door fabrikant Eylure in fabrieken in Engeland, België of Malta. De in deze fabrieken gemaakte kunstwimpers werden vervolgens onder verschillende merknamen verkocht, zoals Max Factor, Revlon, Elizabeth Arden. Vanaf 1962 gebruikte Eylure ook zeehondenvacht, wel verkocht als mink of nerts, een aanduiding die nog altijd terugkomt bij de verkoop van wimpers.
In 2016 bedacht Katy Stoka de One Two Lash. Deze kunstwimpers worden in plaats van met lijm vastgezet met een klein magnetisch lijntje dat wordt opgebracht als ware het eyeliner. De wimper wordt dan tegen het lijntje gehouden en 'klikt' daarmee magnetisch vast. De wimpers vonden internationaal veel navolging en sinsdien bieden veel merken een eigen versie aan.

## Gebruik

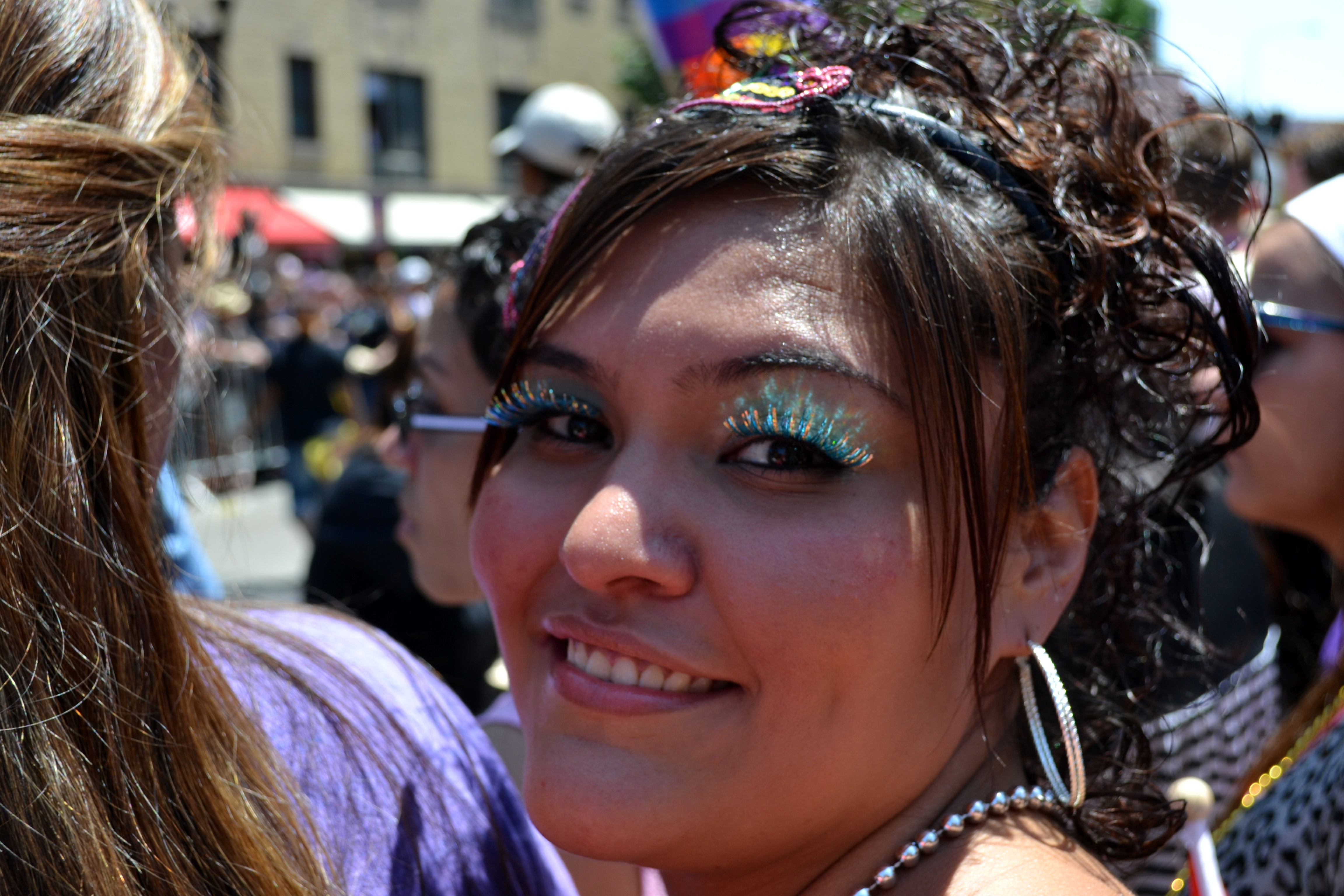
Onnatuurlijk gekleurde wimpers (2011)

Er kan tegenwoordig tussen veel verschillende soorten wimpers gekozen worden. Zo zijn er natuurlijk ogende wimpers, maar ook wimpers die zó extreem lang zijn dat het duidelijk om kunst gaat. Ook zijn er wimpers in onnatuurlijk ogende kleuren. Aanbrengen van elk type wimper is gelijk, behalve in het geval van magnetische wimpers, hoewel de voorbereiding hier ook hetzelfde is.
Vóór het aanbrengen van kunstwimpers is het aan te raden eerst de eigen wimpers te krullen en de handen (in verband met hygiëne) te wassen. Er kan ook gebruik gemaakt worden van een pincet om de wimpers op de juiste plek te krijgen. Gebruik(st)er moet eerst kijken of de wimpers niet te lang zijn en zo ja er met een schaar een deel af knippen, zodat de wimper niet buiten het ooglid steekt. De wimperrand sluit mooier aan wanneer deze even tussen de vingers is bewogen, zodat hij wat meer meegeeft tegen de rand van het ooglid.

### Aanbrengen
Wanneer de benodigde voorbereidingen zijn genomen, kan er wat van de bijgeleverde lijm op de rand van de kunstwimper gedruppeld en over de gehele wimperrand uitgespreid worden. De wimper wordt dan tegen het binnenste deel van het ooglid geplakt, net boven de eigen wimper, en voorzichtig naar het buitenste deel van het ooglid geplakt, waarna er eventueel mascara over aangebracht kan worden.

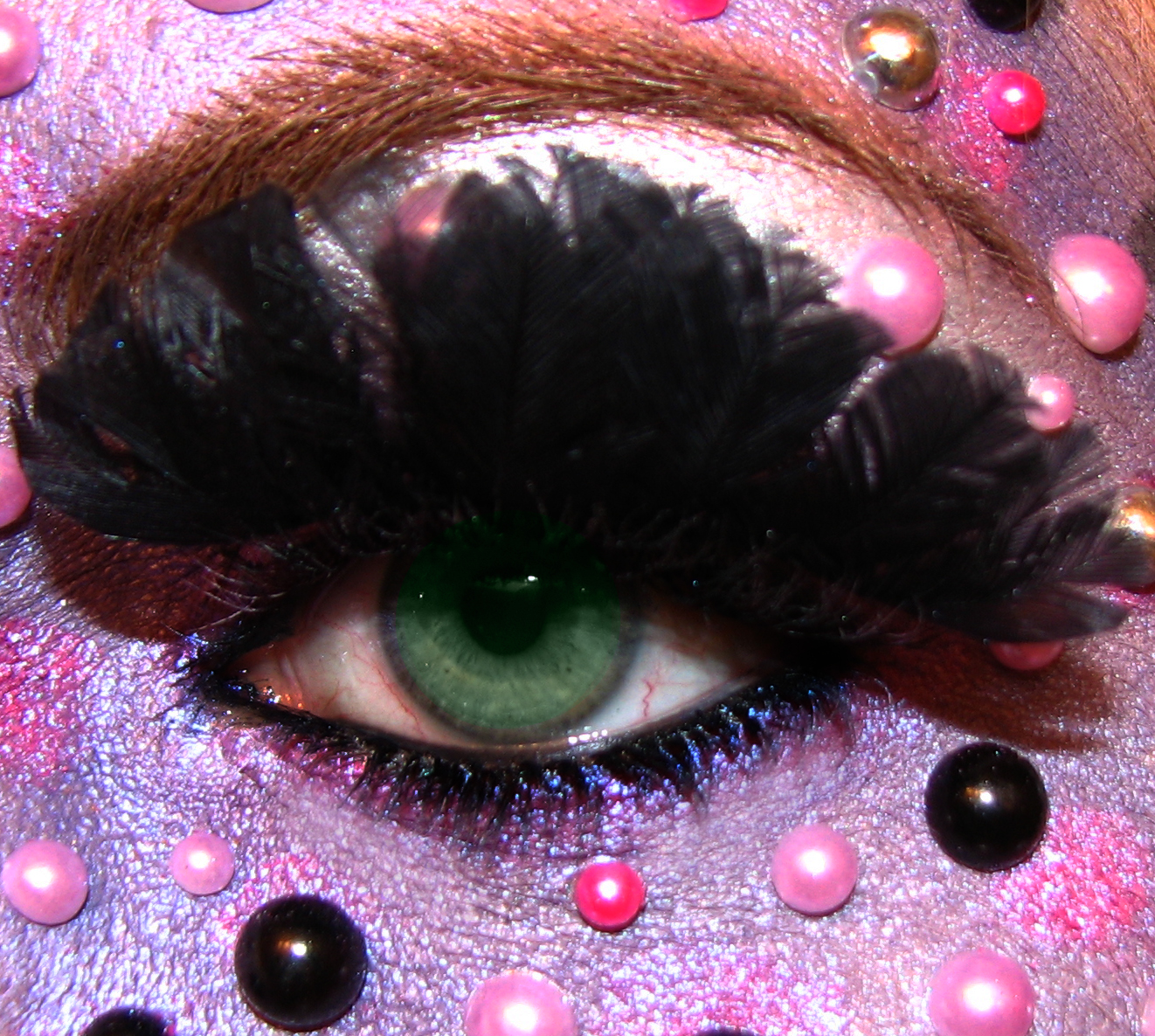
Wimpers gemaakt van veertjes (2009)

#### Magnetische wimpers
Bij magnetische wimpers is de voorbereiding het zelfde. Er wordt echter geen gebruik gemaakt van lijm, maar er wordt een eyeliner met magnetische eigenschappen gebruikt. Deze wordt net boven de eigen wimperlijn aangebracht. Vervolgens wordt de wimper aan één ooghoek gedrukt en wordt de rest van de wimper richting de andere ooghoek gedrukt. Dit zorgt dat de wimpers aan het magnetische lijntje 'klikken'.

### Verwijderen
De wimpers kunnen van het ooglid af getrokken worden, maar kunnen hierna in de meeste gevallen niet hergebruikt worden. (Dit ligt anders bij magnetische wimpers die altijd zo verwijderd moeten worden.) Wanneer ze nog eens gebruikt moeten worden, is het aan te raden de wimpers vochtig te maken met een watje met oogmake-up remover. Ze dienen daarna schoongemaakt te worden, eventueel met hetzelfde middel en een wattenstaafje. Make-upremover kan eventueel ook gebruikt worden als badje om de wimpers in te laten weken. Hierna dienen ze goed te drogen aan de lucht.

## Wimperextensies

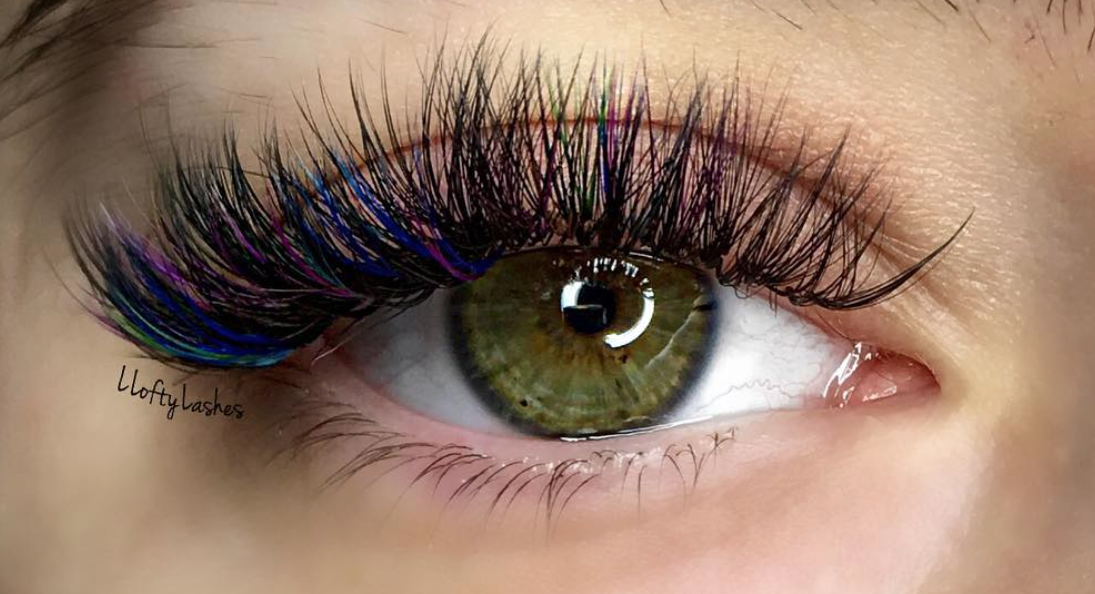
Blauwe wimperextensies

Naast kunstwimpers die de gebruik(st)er zelf kan aanbrengen, bestaan er kunstwimpers die door een professional één voor één aan de eigen wimpers worden geplakt. Er kan ook gekozen worden voor het gebruik van meer wimperharen per eigen wimper, wat een nog voller effect geeft. Voor de losse wimpers kan een synthetische wimper, een zijde wimper en een bont wimper, veelal mink genoemd, gebruikt worden. De behandeling duurt anderhalf tot twee uur en doordat wimpers elke vier tot zes weken uitvallen, zal het effect ook na die tijd weg zijn.

## Effecten (langdurig) gebruik
Het (langdurig) gebruik van valse wimpers kan verschillende nadelige effecten hebben, vooral in combinatie met matige of ronduit slechte hygiëne. Verschillende oogkwalen, zoals verstoppingen van de Klieren van Meibom, blefaritis, strontjes en droge ogen worden wel geassocieerd met het gebruik van kustwimpers en wimperextensies. 
Gebruik kan daarnaast ook cosmetische effecten hebben. Langdurig gebruik kan te veel vragen van het ooglid, wat daardoor kan gaan hangen. Ook kunnen de eigen wimpers verloren gaan door de wrijving en druk van de kunstwimpers.

## Merken
Er zijn verschillende merken die - soms meerdere soorten - kunstwimpers aanbieden. Onder deze merken zijn:
- Elizabeth Arden
- Essence
- Eylure
- Maybelline
- Max Factor
- NYX Professional Makeup
- One Two Lash
- Revlon